# Luperina loculata
Luperina loculata là một loài bướm đêm trong họ Noctuidae.